# Eveshausen
Das Dorf Eveshausen liegt inmitten der Mittelgebirgslandschaft des Hunsrücks in der Verbandsgemeinde Kastellaun im Rhein-Hunsrück-Kreis, Rheinland-Pfalz.

## Geographie
Eveshausen liegt auf einem Höhenzug in der Mittelgebirgslandschaft des nördlichen Hunsrücks zwischen dem Baybachtal und dem Lützbachtal.

## Geschichte
Der Ort wird am 14. September 1264 erstmals urkundlich genannt, als Philipp von Wildenburg (bei Treis) und seine Frau Irmgard von Braunshorn dem Kloster Maria Engelport unter anderem Güter in Evelshusin übertragen.
Bis zur Auflösung des Dreiherrischen im Jahre 1780 gehörte der Ort zum Beltheimer Gericht und kam dann an die Grafen von Metternich-Winneburg-Beilstein.
Im Rahmen der in der zweiten Hälfte der 1960er Jahre begonnenen ersten rheinland-pfälzischen Verwaltungs- und Gebietsreform wurde die bis dahin selbständige Gemeinde Eveshausen zum 17. März 1974 aufgelöst und aus ihr und drei weiteren Gemeinden die heutige Ortsgemeinde Dommershausen neu gebildet.

## Politik

### Ortsbeirat und Ortsvorsteher
Der Ortsbezirk Eveshausen besitzt einen eigenen Ortsbeirat und einen Ortsvorsteher. Der Ortsbeirat besteht aus fünf Mitgliedern.
Ortsvorsteherin ist seit 2021 Tanja Vogel.
Ihr Vorgänger war Hermann Knöppel.